# Mariä Heimsuchung (Haupeltshofen)

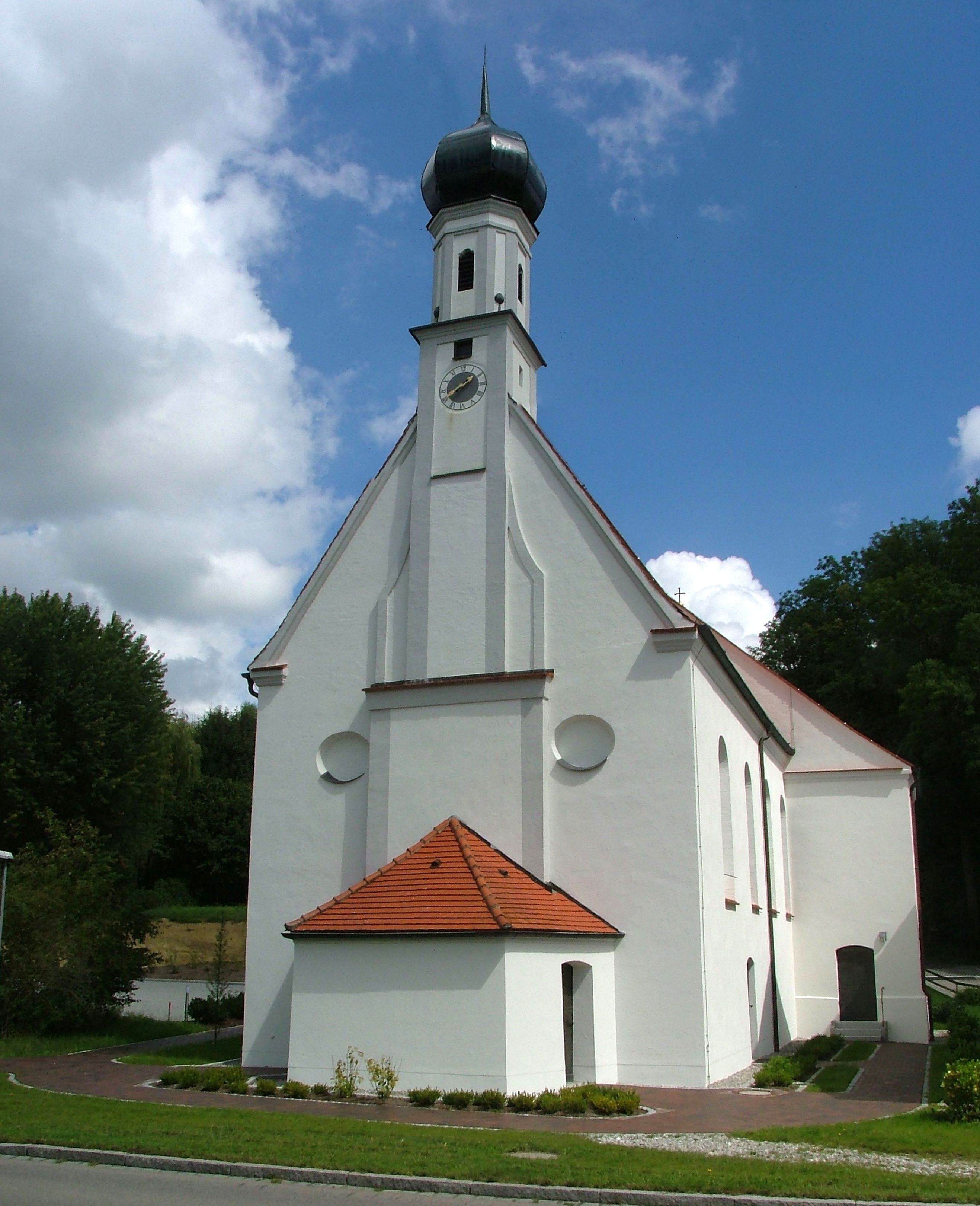
Wallfahrtskirche Mariä Heimsuchung

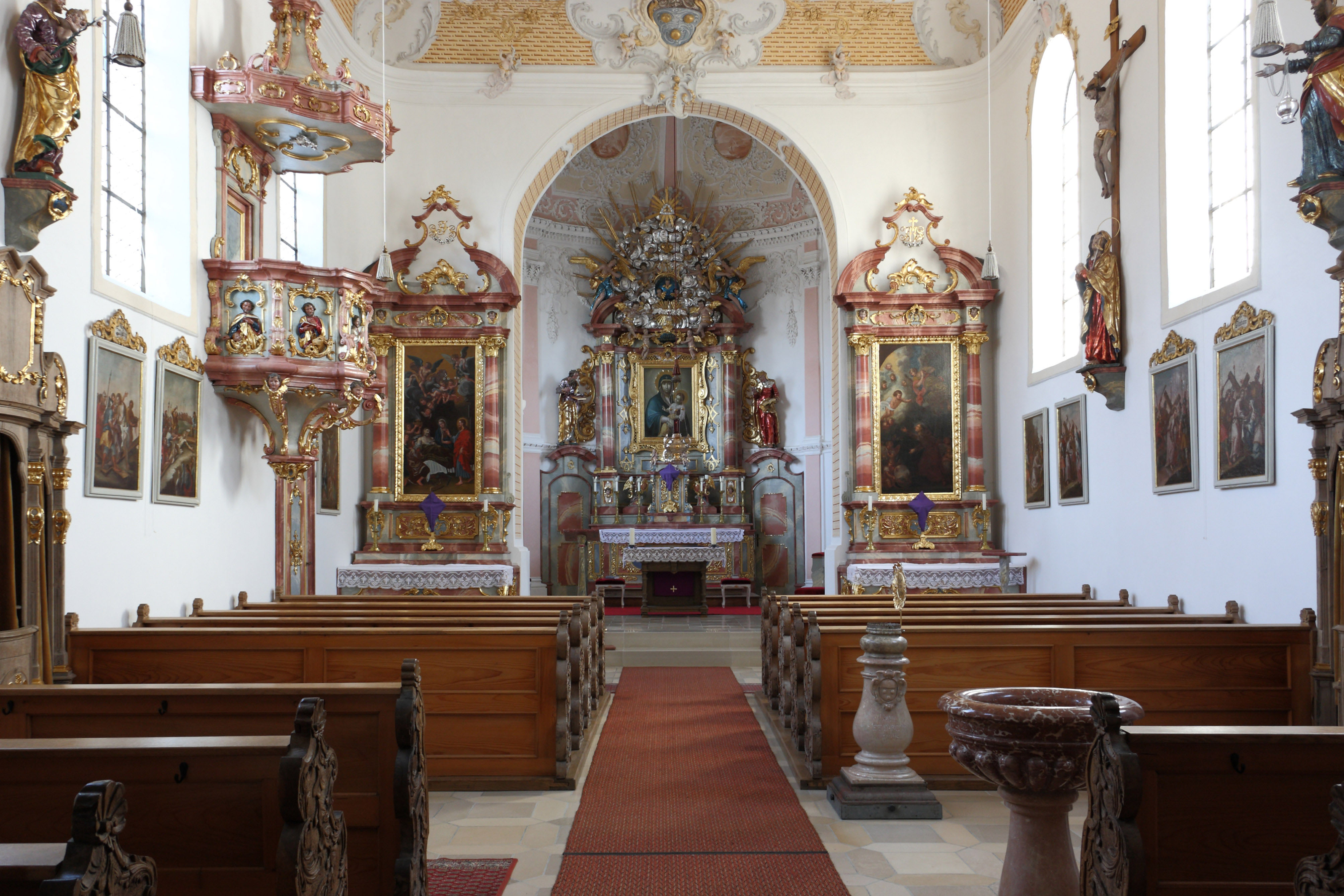
Innenansicht der Kirche

Die katholische Wallfahrtskirche Mariä Heimsuchung in Haupeltshofen, einem Gemeindeteil von Aletshausen im schwäbischen Landkreis Günzburg in Bayern, wurde um 1618 errichtet. Die Wallfahrtskirche östlich des Ortes am Hang des Kammeltals ist ein geschütztes Baudenkmal.

## Geschichte
Die Wallfahrtskirche geht auf den Domherrn in Salzburg, Eichstätt und Augsburg, Marquard von Freyberg († 1626) zurück. Die Wallfahrt gewann ihre Bedeutung durch die Kopie des Gnadenbildes der Kirche Santa Maria Maggiore in Rom. Die Rotunde erhielt im Jahr 1687 an der Ostseite einen Anbau. Ein weiterer Anbau und teilweiser Neubau an der Westseite folgte im Jahr 1722. Ein erneuter Umbau, der Johann Martin Kraemer zugeschrieben wird, fand in den Jahren 1766/67 statt. Die Malereien und Fresken in der Kirche waren das erste größere Werk des aus Krumbach stammenden Malers Jakob Fröschle.

## Ausstattung
Von der Kirchenausstattung sind erwähnenswert:
- Nischenaltar in der Kerkerkapelle aus dem späten 17. Jahrhundert
- Neubarocker Hochaltar
- Zwei Seitenaltäre mit Leinwandbildern, um 1722
- Kanzel in Neurokoko-Formen, um 1900
- Laiengestühl mit geschnitztem Akanthusdekor an den Wangen, um 1900
- Weihwasserbecken aus Rotmarmor, bezeichnet 1622
- Opferstock aus einem roten Marmorbaluster, 1622

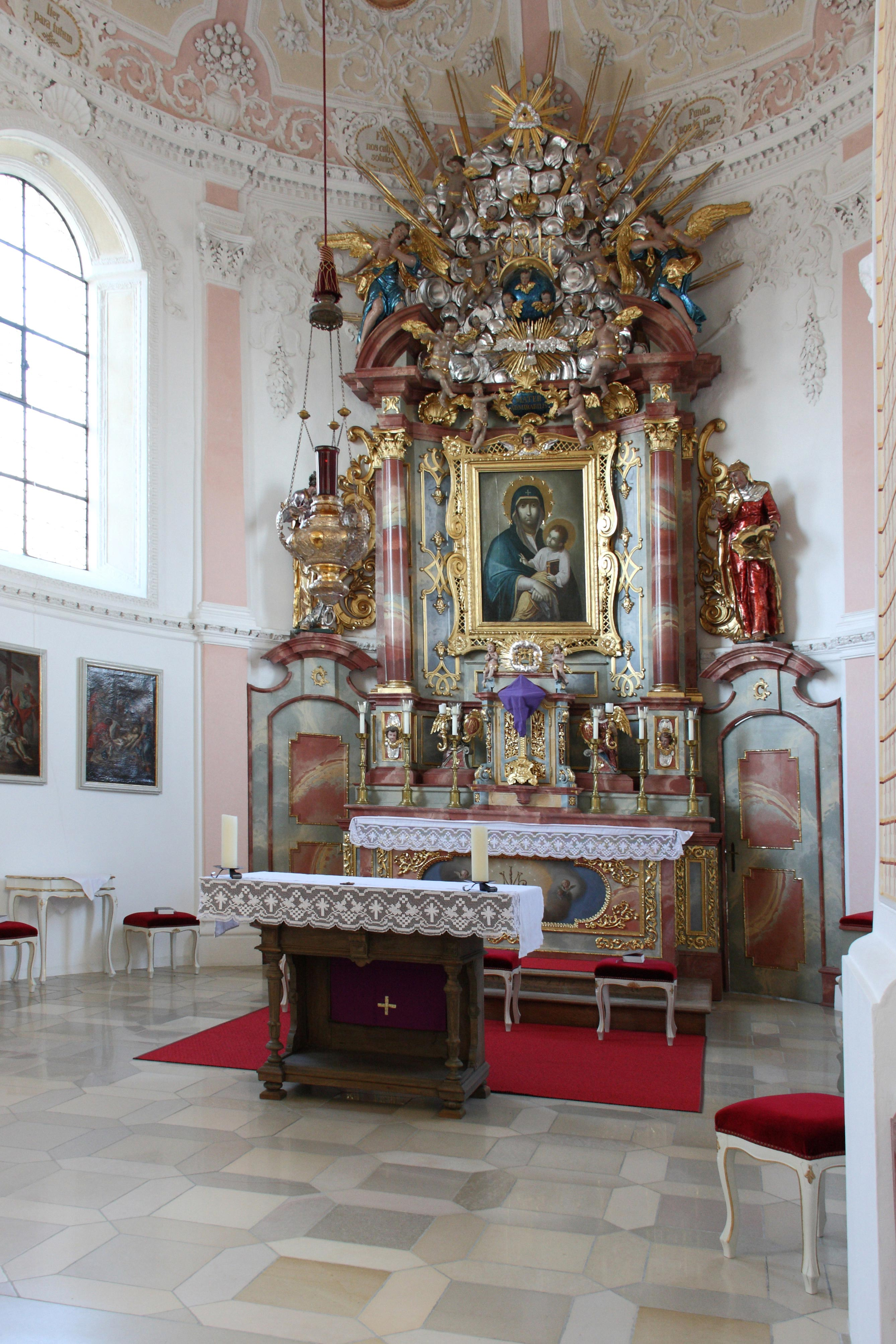
Hauptaltar
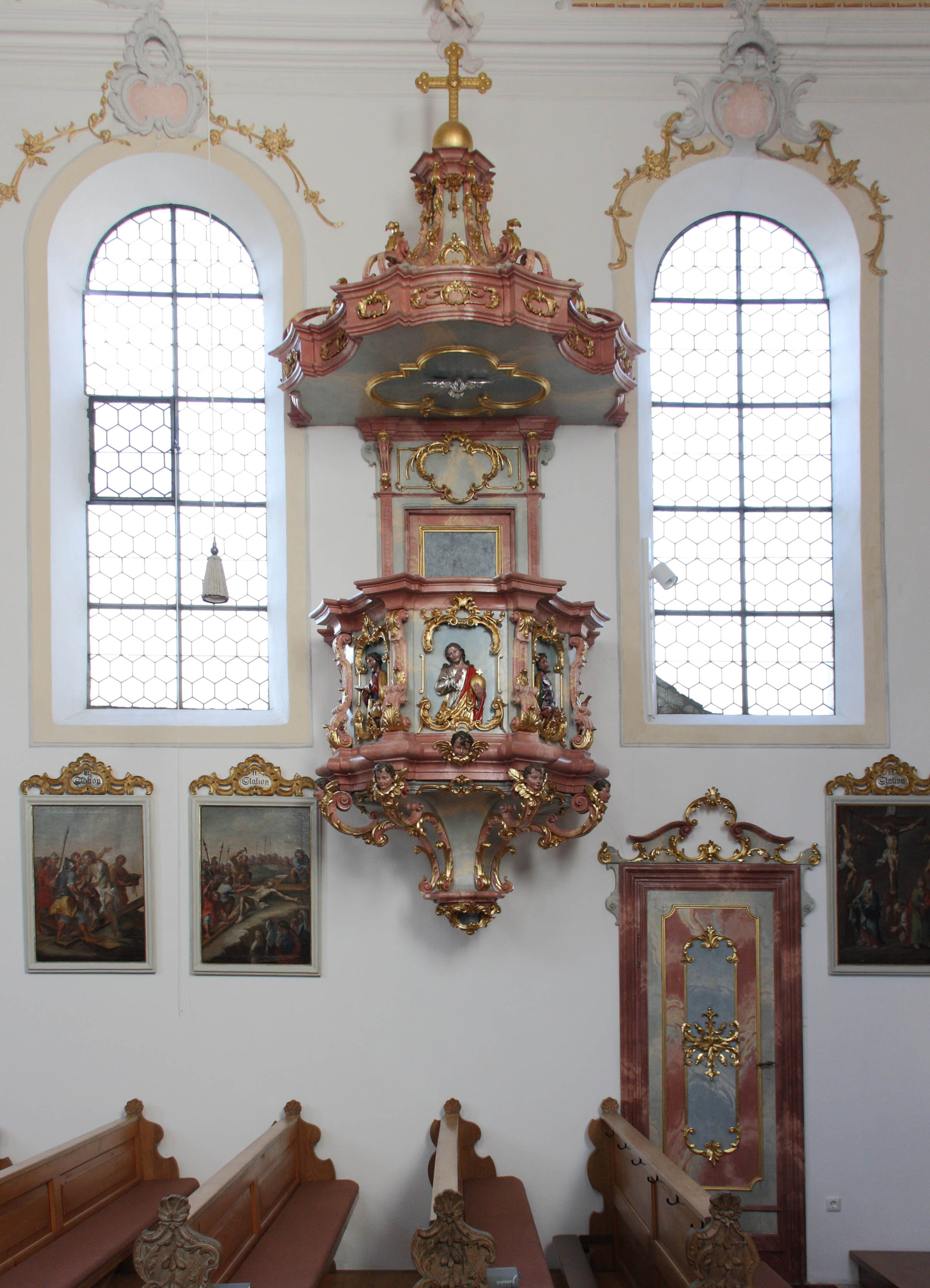
Kanzel
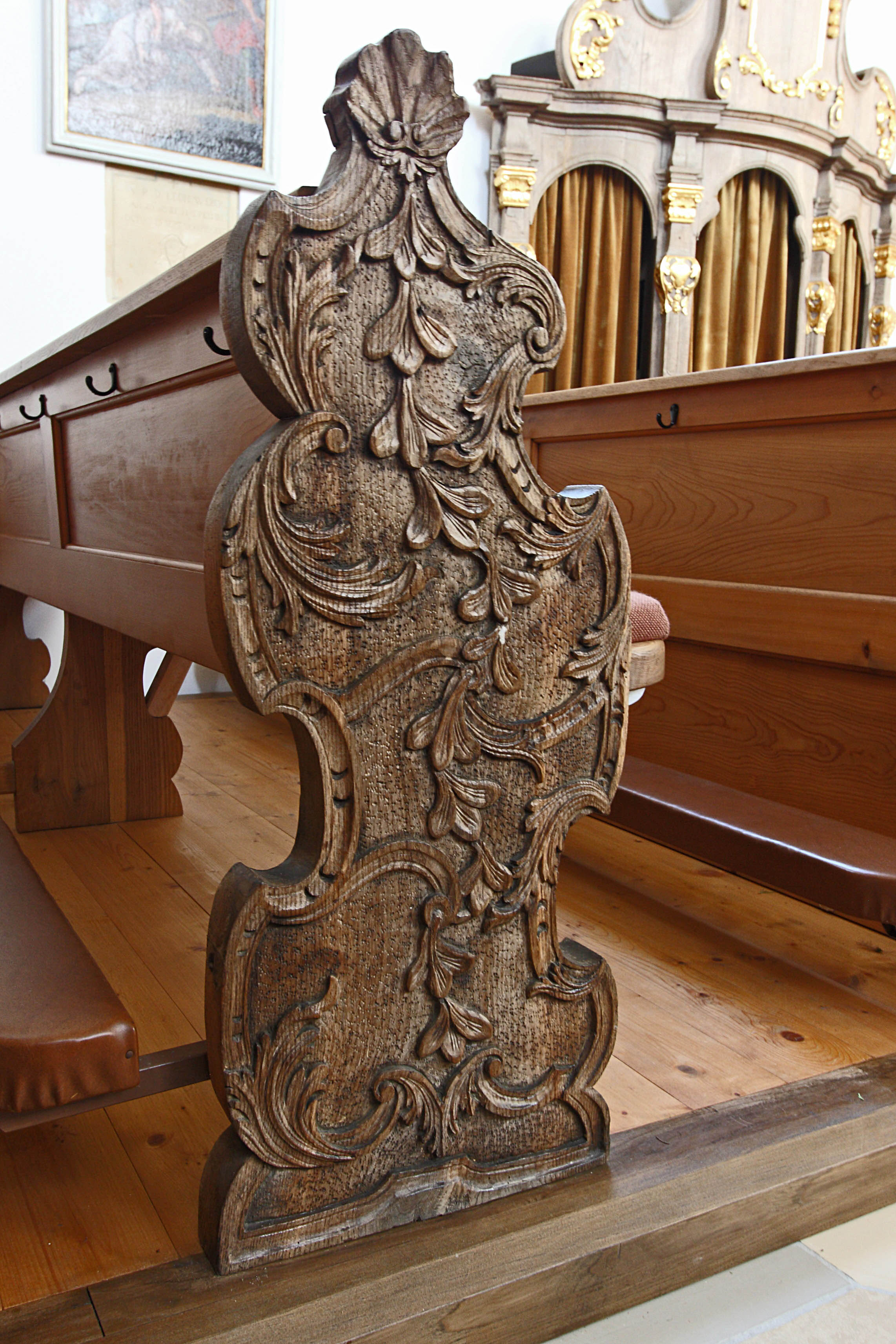
Bank mit geschnitzter Wange
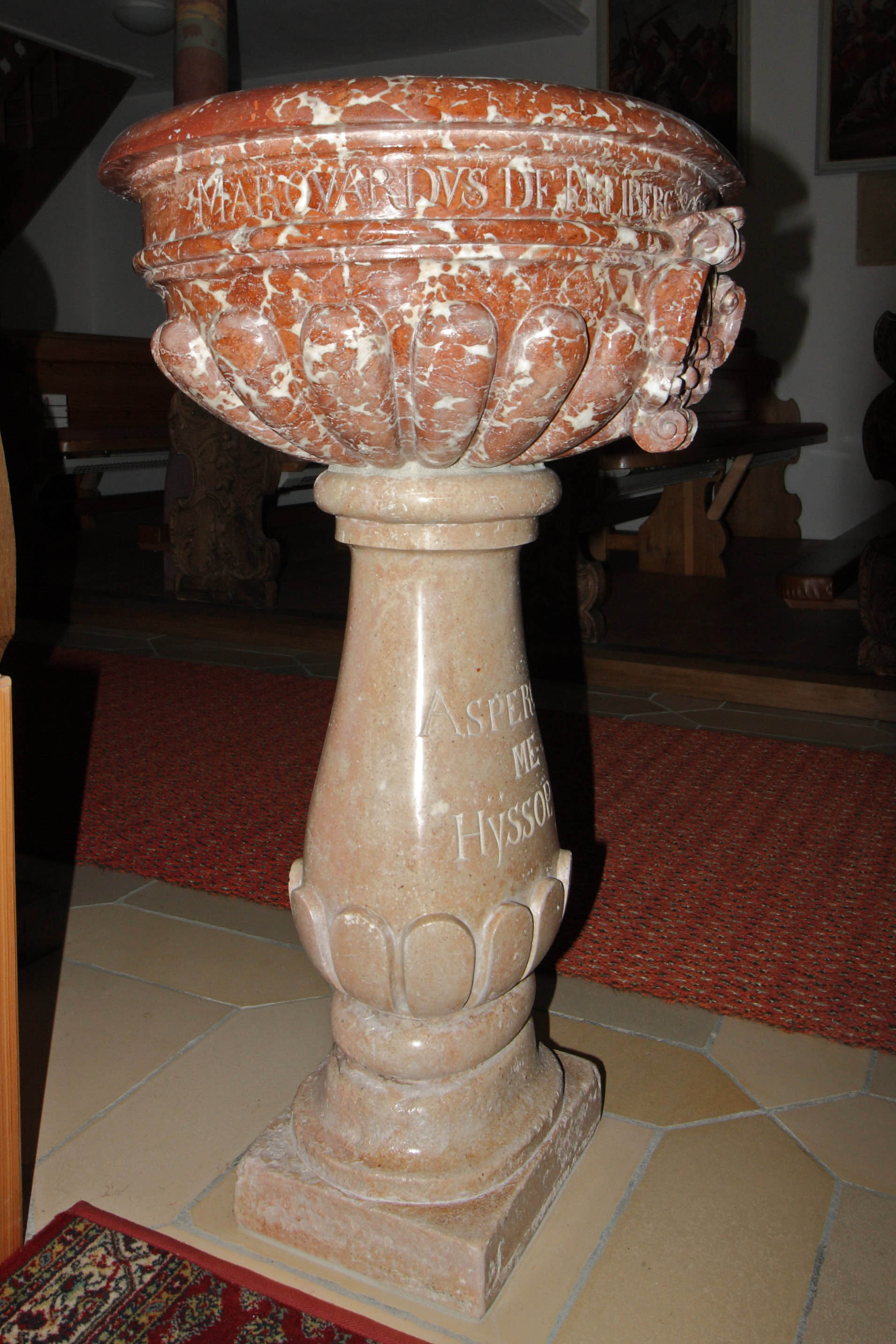
Weihwasserbecken